# Farkas Jenő (gépészmérnök)
Farkas Jenő, angol névváltozatban Eugene Farkas (Káld, 1881. október 26. – Laguna Beach, Kalifornia, 1963. február 24.) magyar származású amerikai gépészmérnök, járműtervező. 1906-tól az Egyesült Államokban élt. A Fordnál Galamb József munkatársa volt.

## Élete
A Vas vármegyei Káldon született 1881-ben római katolikus kispolgári családban. Apja Farkas Károly, helyi bognár, anyja Csecsinovits Anna volt. Tízen voltak testvérek, közülük Jenő volt a második legidősebb.  Ötéves  volt, amikor a család Jánoshalmára költözött. Később onnan Szarvasra költöztek, ahol az apja sikeres kocsikészítő műhelyt működtetett. Gimnáziumi tanulmányait Budapesten végezte. 1904-ben kapott gépészmérnöki diplomát a Királyi József Műegyetemen.  Taníttatását anyai nagybátyja segítette. 1906-ban kivándorolt az Egyesült Államokba, ahol több munkahelyen is dolgozott, köztük a Fordnál. 1913-tól végleg a Ford munkatársa lett, ahol Henry Ford megbízta egy olcsó mezőgazdasági vontató (traktor) kifejlesztésével.  Az első világháború idején Farkas Jenő és Galamb József által tervezett traktorokat később Fordson néven forgalmazták és a Ford külön cége, a Ford&Son gyártotta.
Az 1920-as évek második felében Galamb mellett részt vett a T-modellt felváltó Ford A-modell kifejlesztésében. Az 1930-as években a Ford V8-as modell fejlesztésén dolgozott. Nádor Imre és Farkas Jenő munkája volt a Ford V8 alváza és futóműve, de egyes elemek tervezésében Galamb József is részt vett.
A második világháború alatt speciális eszközök fejlesztésében is részt vett. Így a B–24-es bombázó egyes berendezéseinek tökéletesítésén dolgozott, valamint egy 600 LE-s harckocsimotor tervezése is a nevéhez fűződik.
Nyugdíjba vonulása után tanácsadóként tevékenykedett a Fordnál. 1947-es nyugdíjazása után családjával Kaliforniába, Laguna Beachbe költözött, ahol kedvelt időtöltésének, a horgászatnak hódolt. 1963. február 24-én váratlanul hunyt el. Sírja Detroitban, a Forest Lawn temetőben található.

## Családja
Feleségével, Helen Louis Parshallal 1911-ben kötött házasságot Pontiacban. Négy gyermekük született: Raymond Zoltan (1912), Louis Eugen (1914), Don Earl (1917) és Robert Lawrence (1919). Felesége 1974. november 11-én hunyt el.